# Dobrzyń, Lubusz
Dobrzyn' (germană Döbern, în Limba sorabă: Derbno) este un sat în Polonia, situat în Voievodatul Lubusz, în județul Krosno, în orașul Gubin . În anii 1975-1998 localitatea aparținea administrativ de provincia Zielona Gora. Dobrzyn este situat la 8 km sud-est de Gubin, pe drumulce duce  de la Czarnowic la Zawada. Prima mențiune documentară a localității datată în anul 1452, ea apărând sub numele german Dabir. Este un sat cu străzi înguste, Grange, și cele mai multe case datează din secolul al XIX-lea, este una dintre așezările rurale cele mai bine păstrate. Satul are aproximativ 120 de locuitori.